# اگوتس
اگوتس (به فرانسوی: Aguts) یک کامین در فرانسه است که در Canton of Cuq-Toulza واقع شده‌است.

## خصوصیات
اگوتس ۹٫۷۹ کیلومترمربع مساحت و ۲۱۷ نفر جمعیت دارد و ۳۰۳ متر بالاتر از سطح دریا واقع شده‌است.